# 福胜寺 (新绛)
35°45′09″N 111°10′04″E / 35.75250°N 111.16778°E
福胜寺位于中国山西省运城市新绛县泽掌镇光村北百米处，位于新绛县城西北17公里，寺内藏有众多宋金彩塑精品。已列为全国重点文物保护单位。

## 历史
据碑刻记载，北齐天统元年（565），建有“古圣堂”一所。唐贞观年间，有蔺姓官拜尚书，钦准在此正式建寺。金大定三年（1163年）赐名“福胜院”，后易名“福胜寺”。宋、金、元三代，明弘治十一年(1498)、万历年间和清康熙、嘉庆、咸丰年间，以及民国年间，均曾重修。该寺虽历经劫难，至今保存完好。文化大革命中，由于孙文杰校长的保护，该寺免遭损坏。

## 建筑

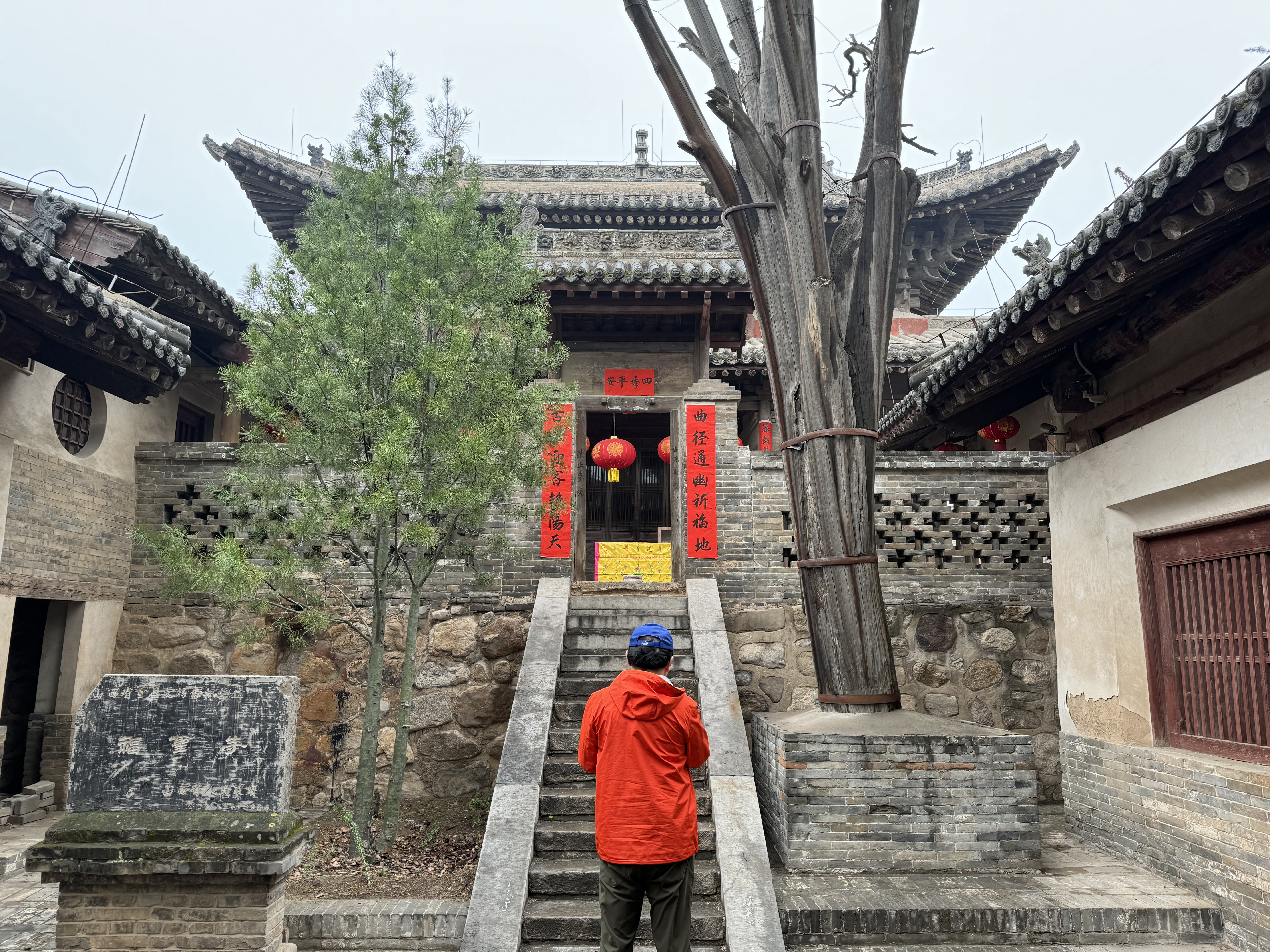
弥陀殿台基前方

福胜寺坐北朝南，占地面积5549.8平方米，古建面积1110平方米。中轴线上有山门、天王殿、弥陀殿、后大殿，两侧有钟鼓楼以及十殿阎君殿和三星娘娘殿等配殿。现存建筑中仅弥陀殿和后大殿下部窟洞为元代遗构，余为明清所建。
山门单开间悬山顶，檐下密布七踩斗拱，门额“慧日常舒”、“梵宫屏翰”。
天王殿塑像已毁。

正殿弥陀殿为元代遗构，明弘治年间重修。弥陀殿座落在5米高的厚重台基之上，面阔、进深均为五间，重檐歇山顶，围廊檐下斗拱，系元代遗构。内有元代塑像27尊。佛像体量巨大，高达5米，系宋代风格，匀称优雅，有至正二年（1322年）、万历二十六年（1598年）、康熙十六年（1677年）、康熙二十四年（1685年）题记。

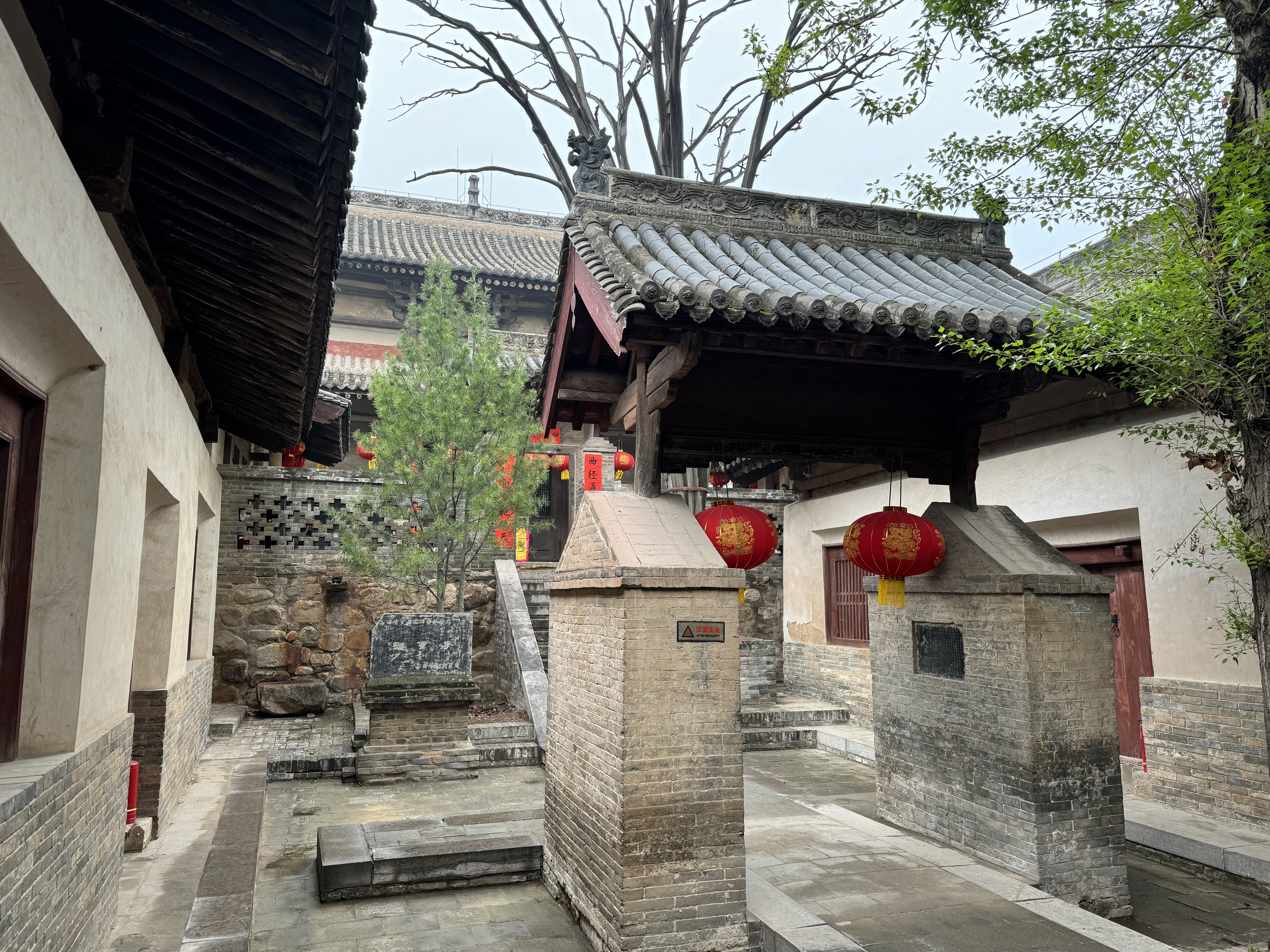
福胜寺内院
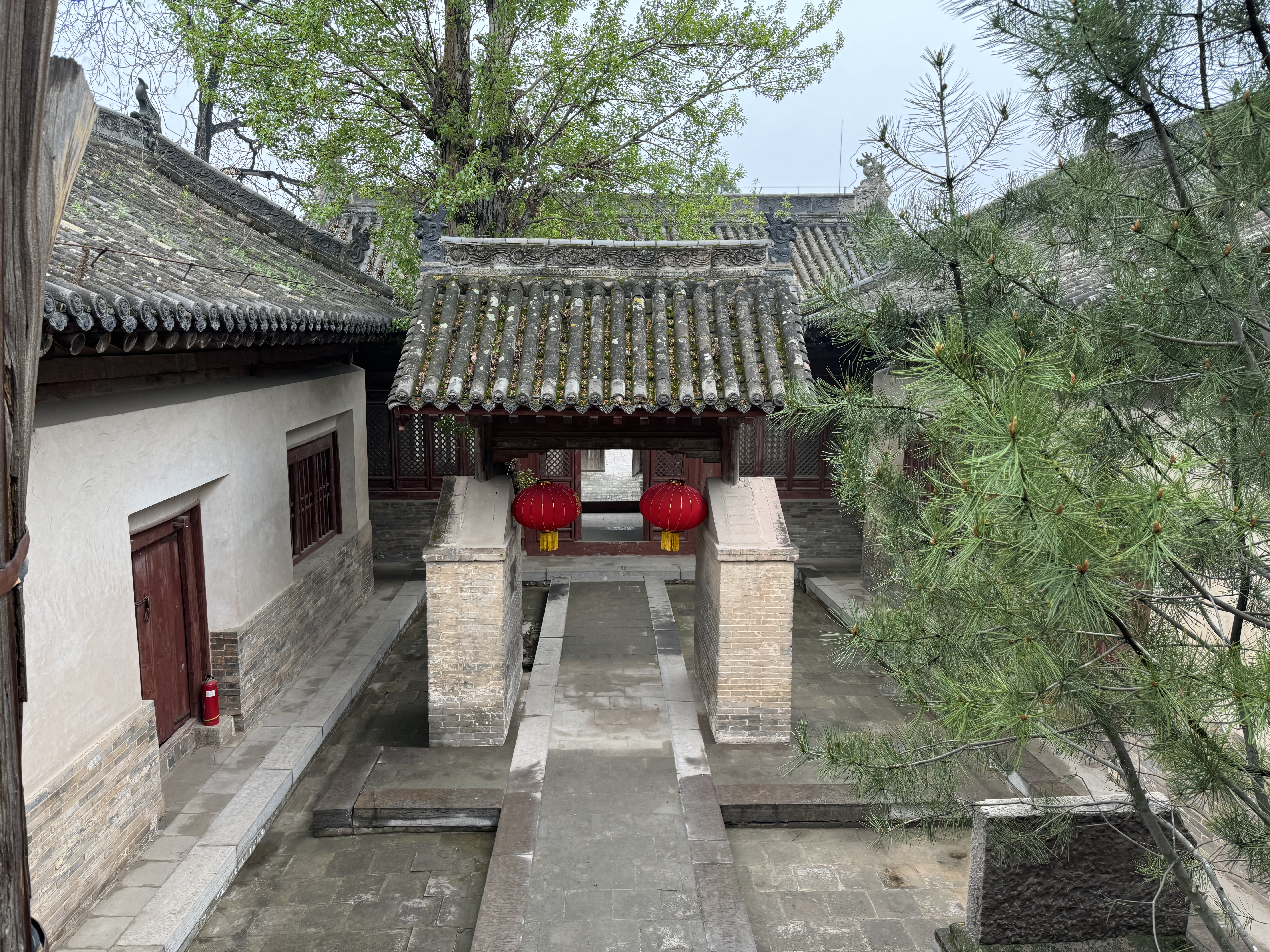
弥陀殿台基上向下看
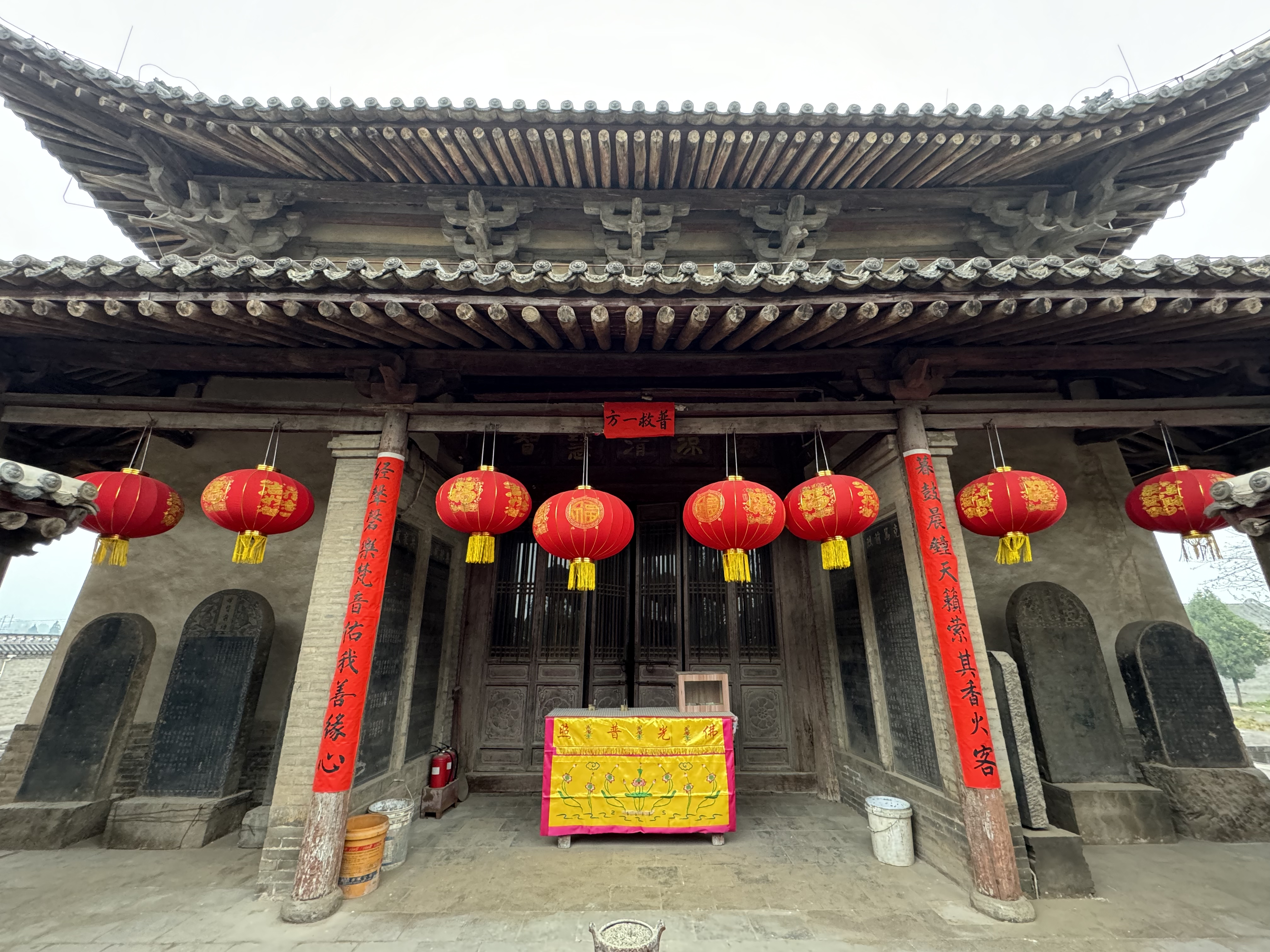
弥陀殿

后大殿，下层为砖砌三眼窑洞，称“三佛洞”，供奉“三世佛”，面阔五间，前有插廊，硬山筒瓦顶；上层为藏经阁，悬山顶，供奉孔子。

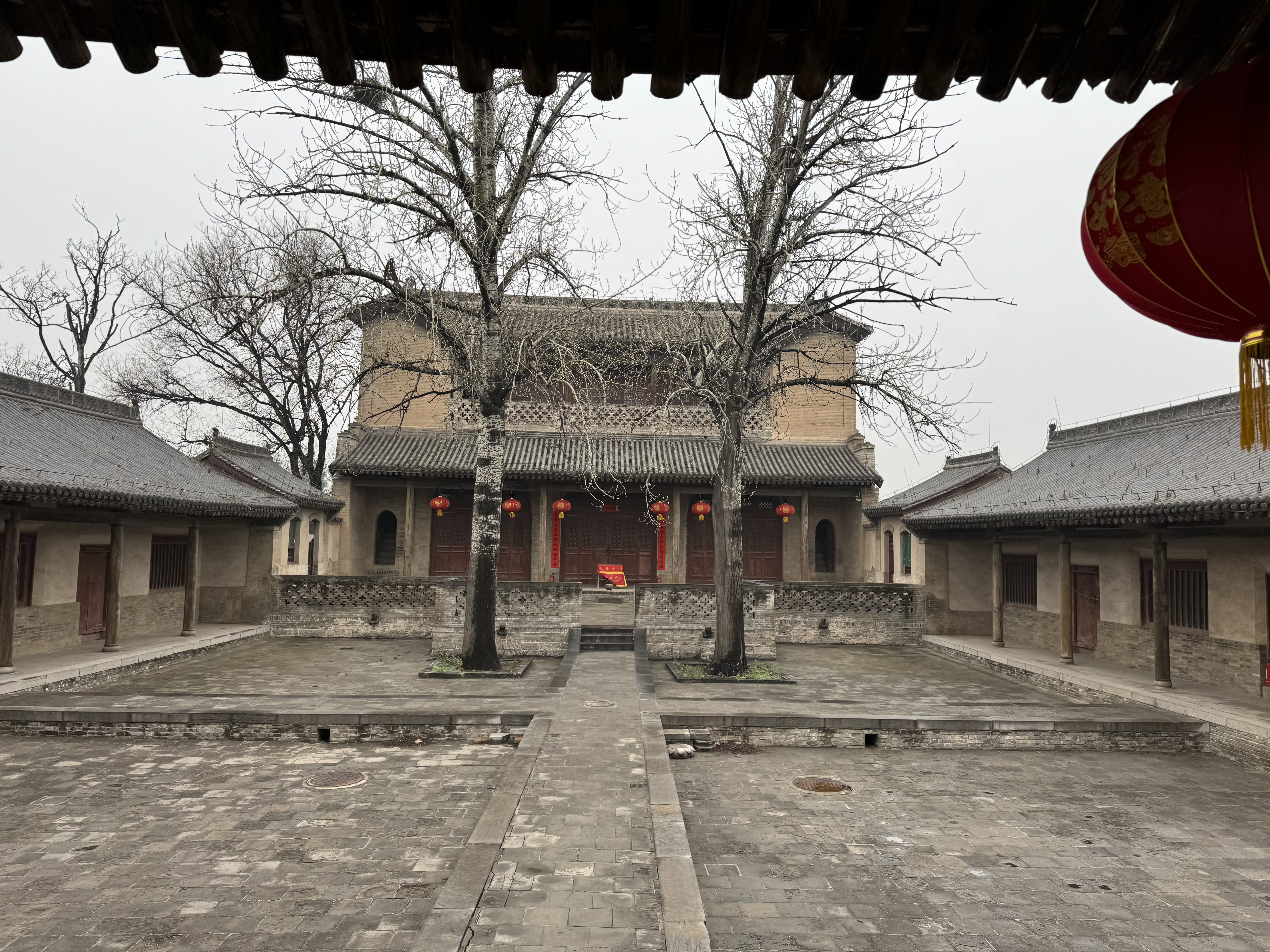
下层三佛洞，上层藏经阁
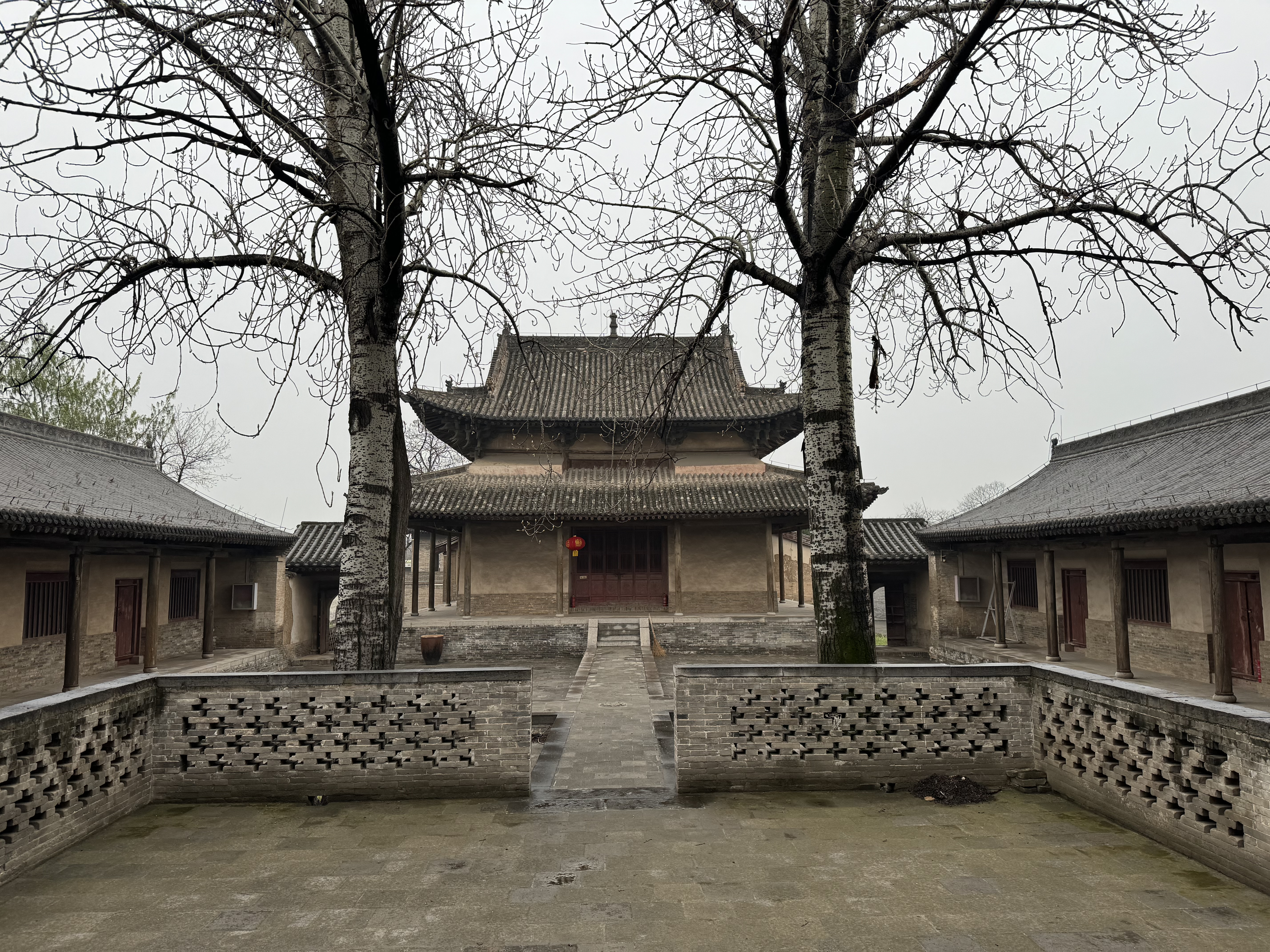
弥陀殿背景

## 弥陀殿塑像
弥陀殿内现存有珍贵的元代彩塑。殿正面正中为弥陀佛，左右分别为观音和大势至菩萨站像。殿两侧有十六罗汉。1992年，十个罗汉头被盗。目前十六尊中仅有六尊保存完整。

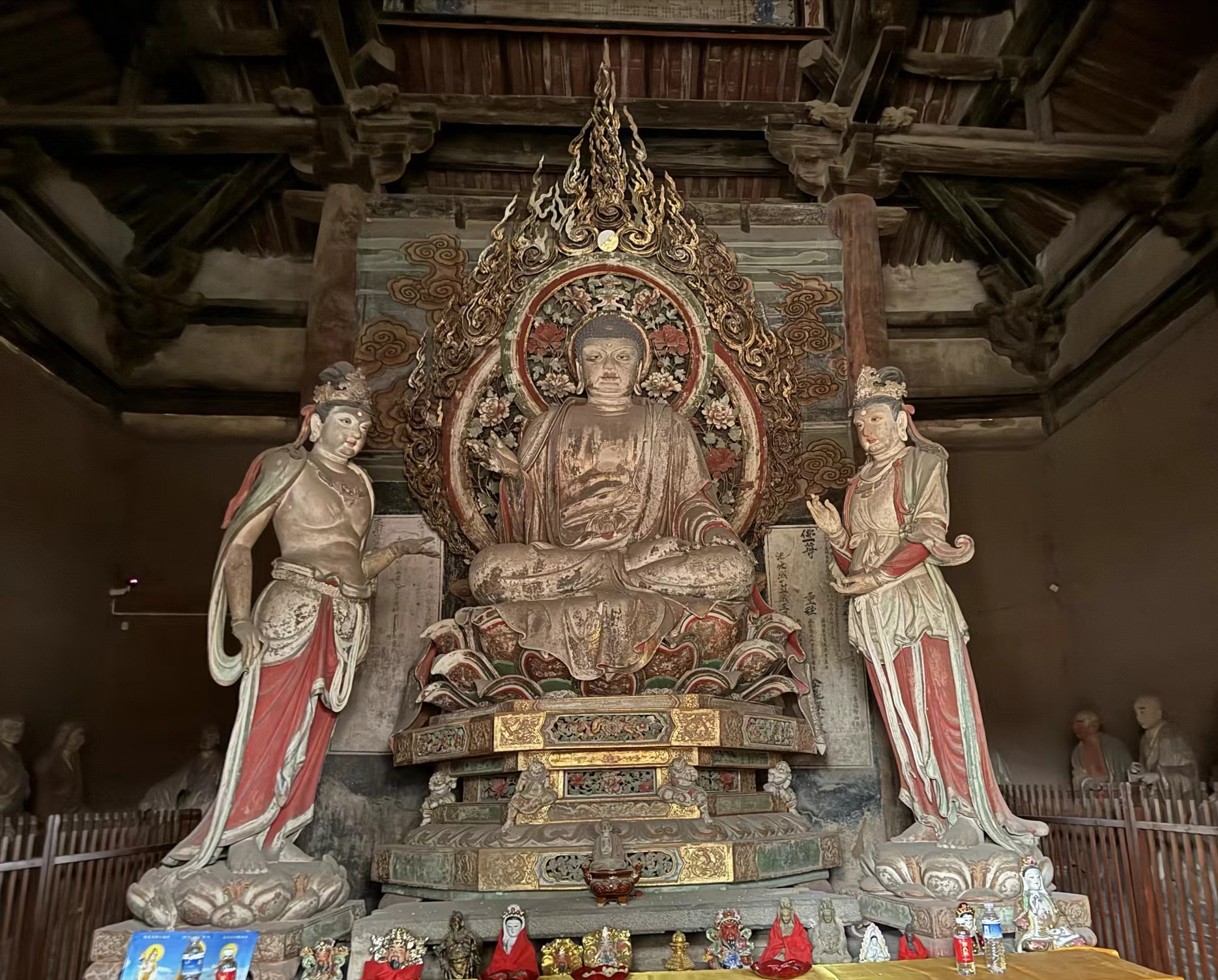
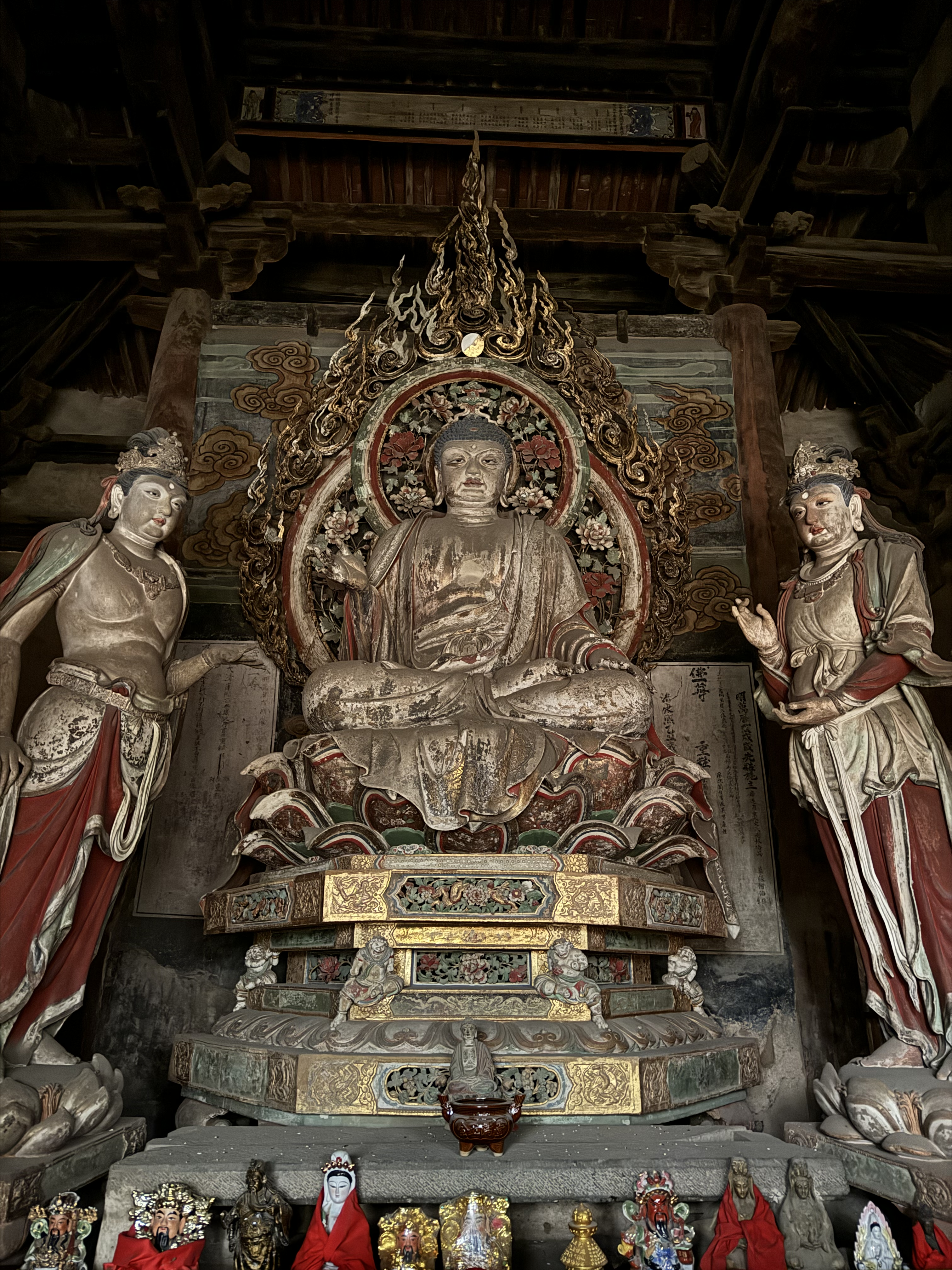

### 渡海观音

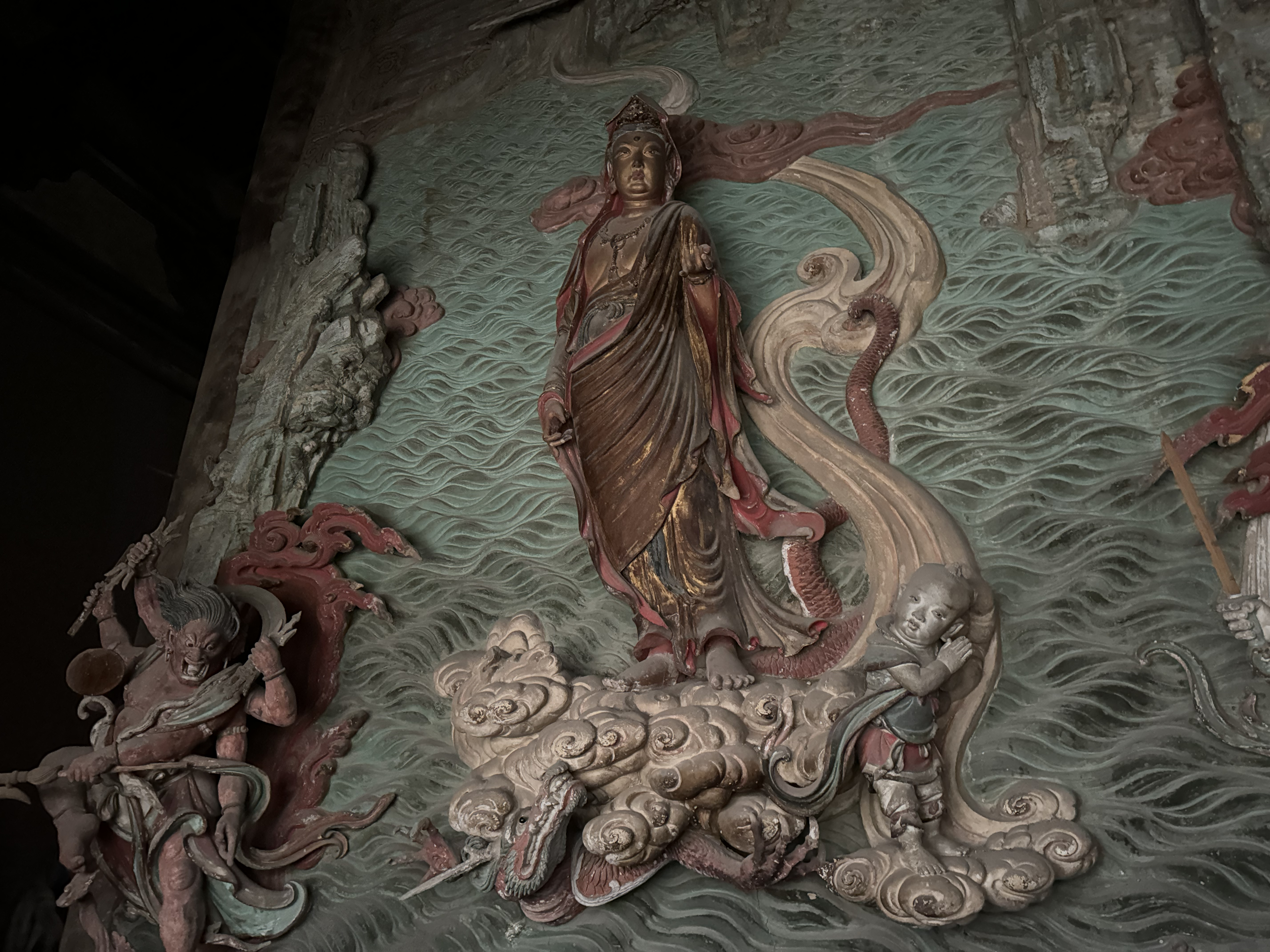

主佛像的背面便是元代悬塑渡海观音。通过悬塑，其展现出观音位于山川中一朵龙托举的祥云之上。观音两侧有善财童子、明王及供养人等

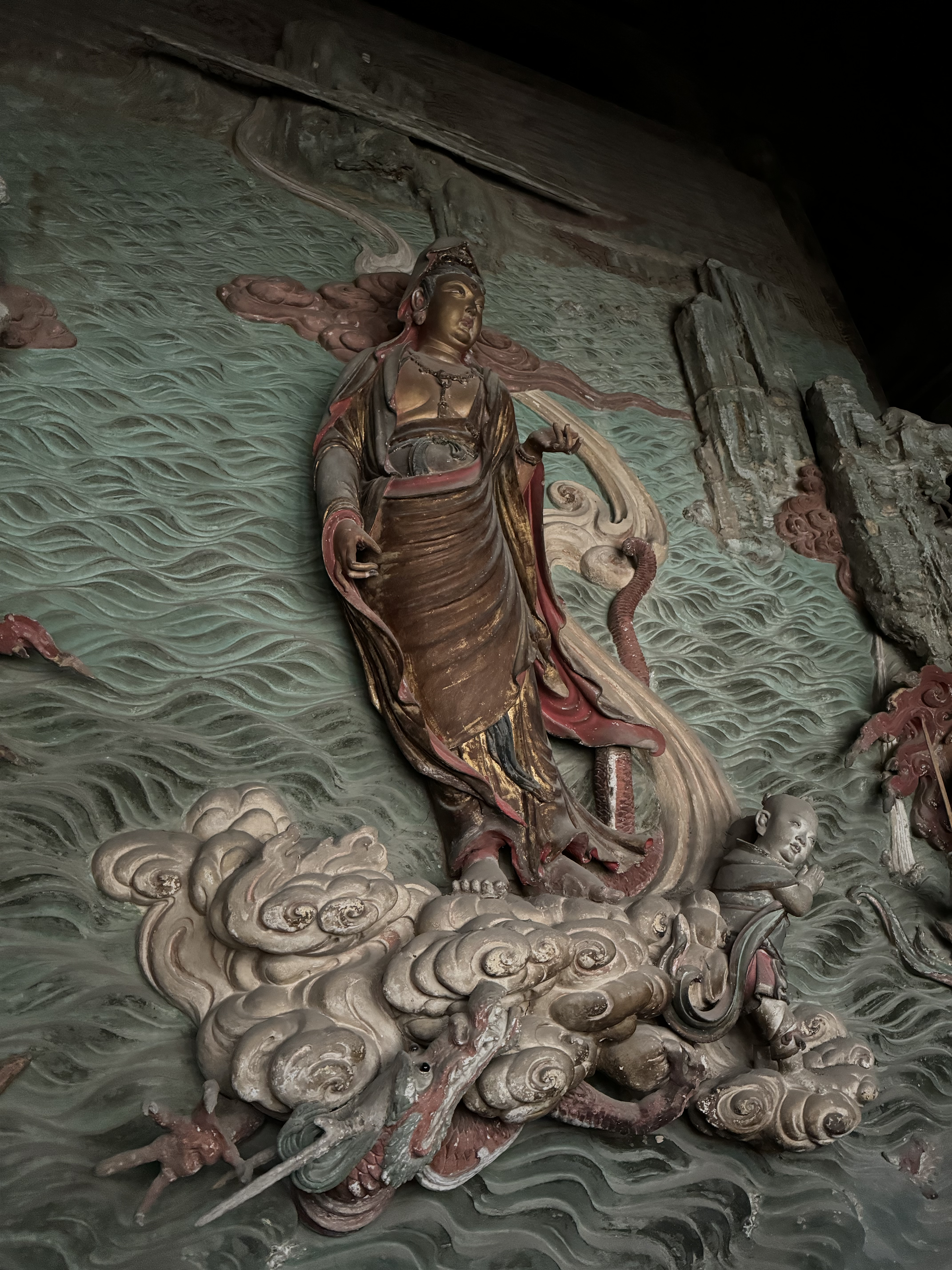
渡海观音
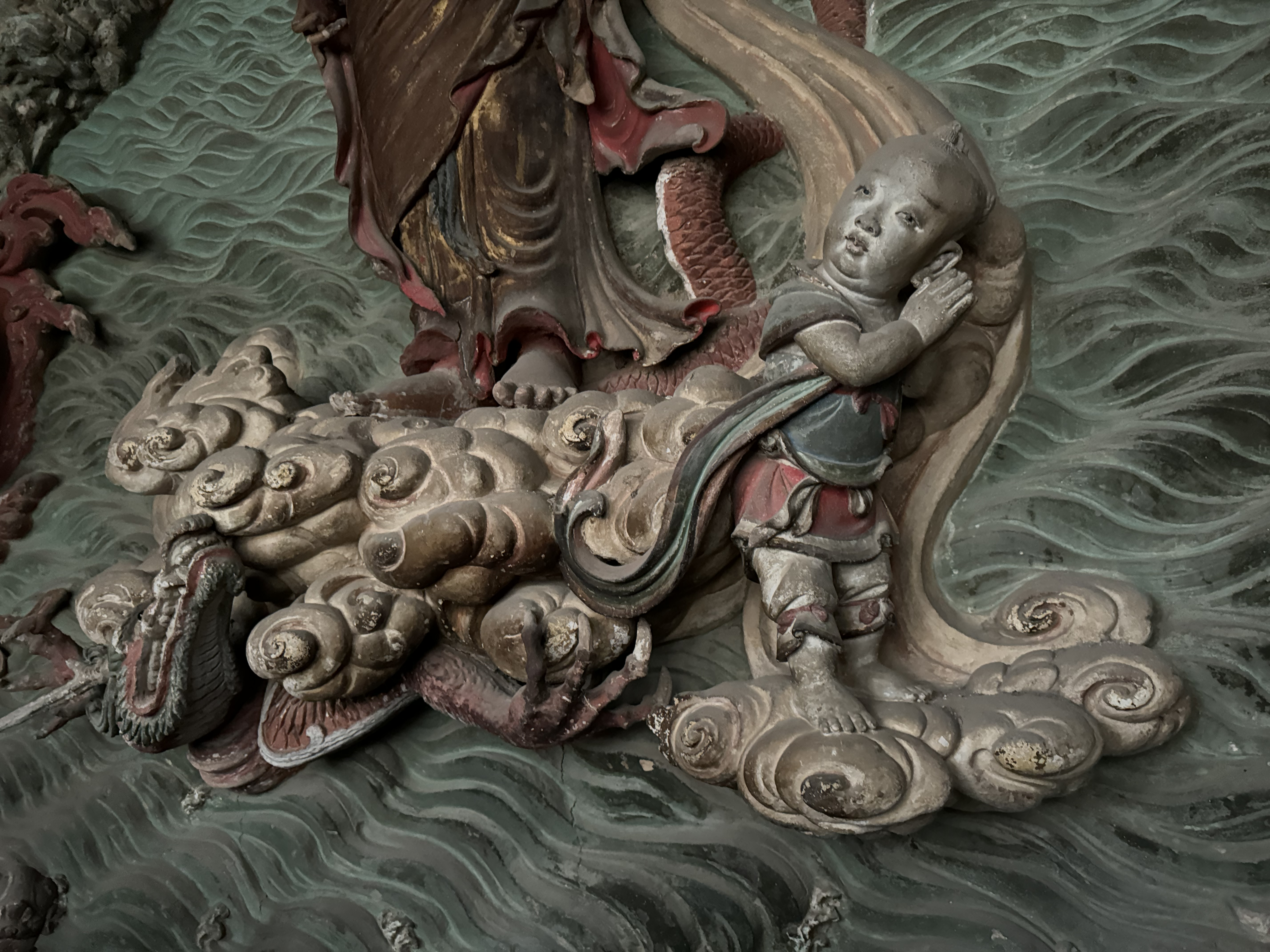
善财童子
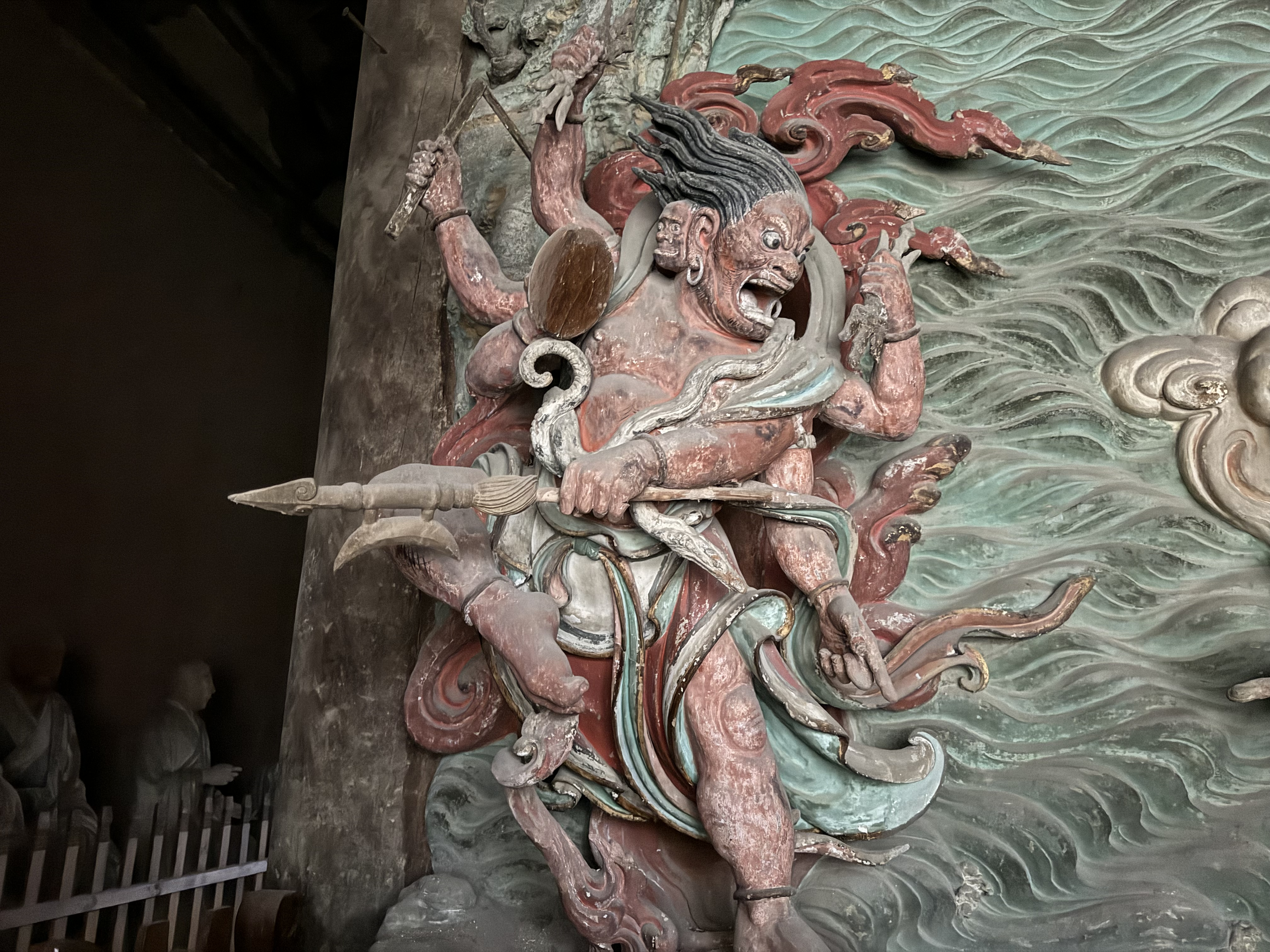
左侧明王
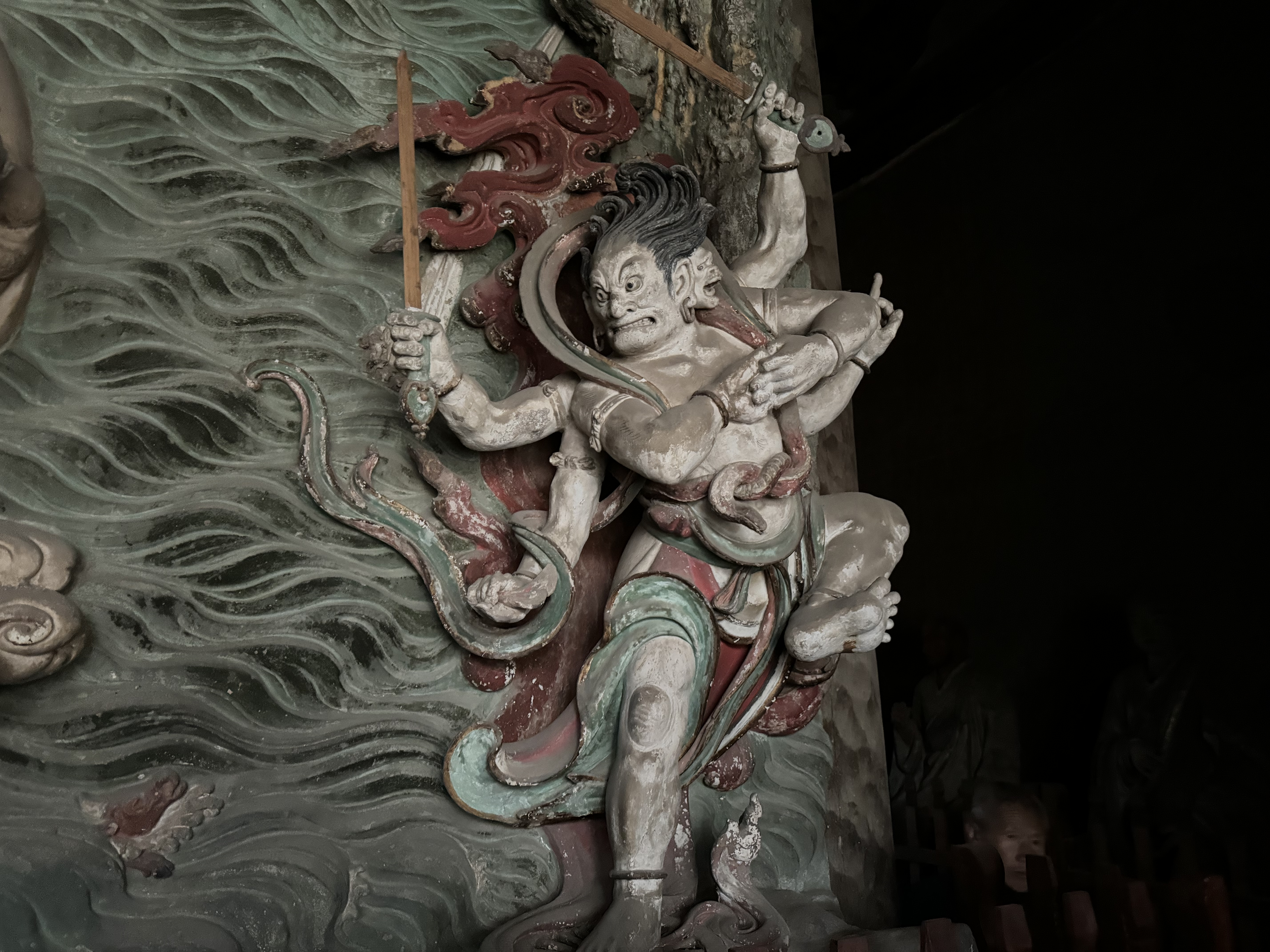
右侧明王
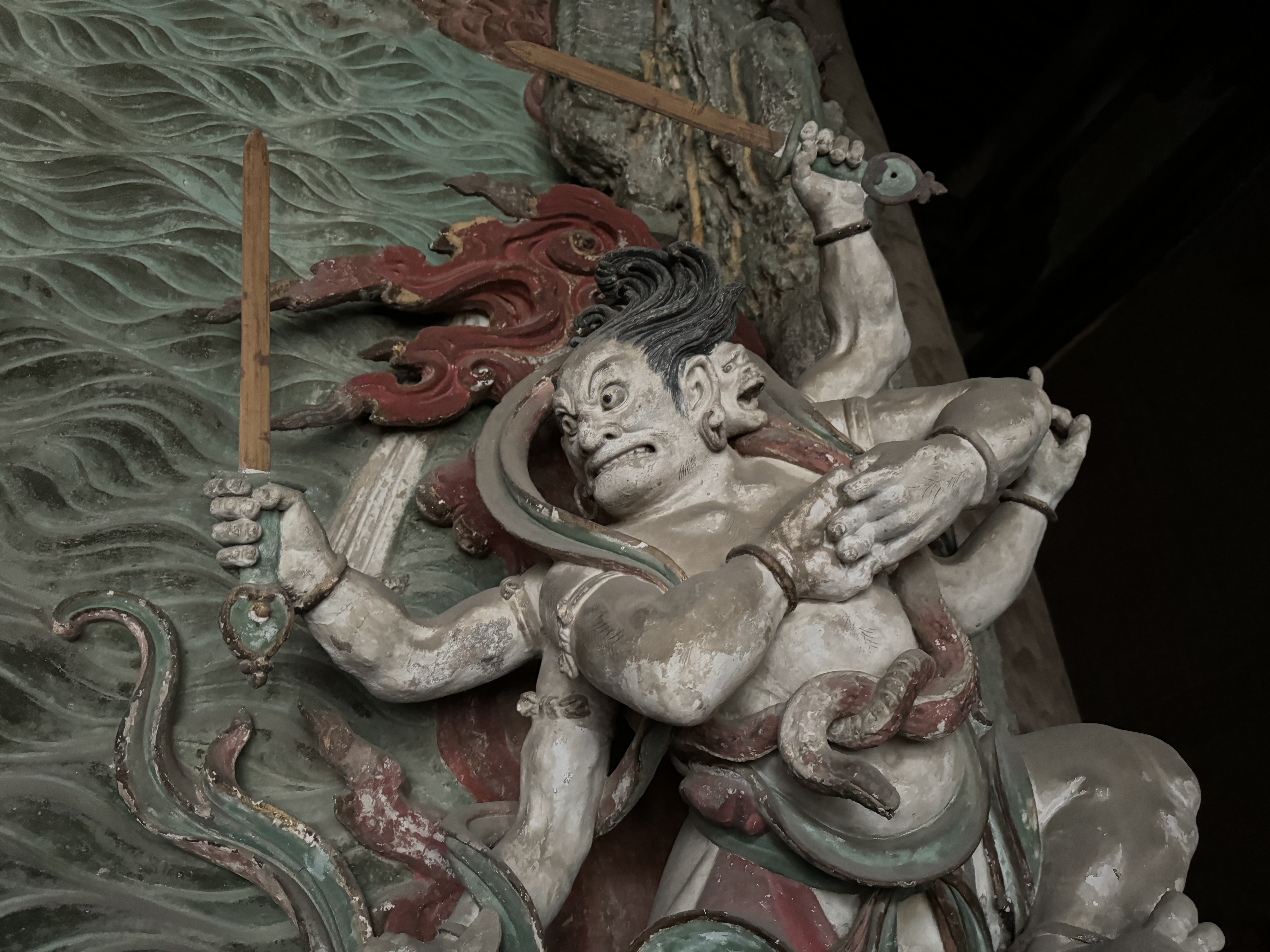
右侧明王近照

## 保护
2001年6月25日，福胜寺公布为第五批全国重点文物保护单位，编号5-272。

## 衍生
在游戏《黑神话悟空》中，“渡海观音”为菩萨造像原型。